# 袋とじ
袋とじ（ふくろとじ。袋綴じ、袋綴とも）は、意味が3つある。
1. 製本の方法。中国・朝鮮・日本で古くから行われた。
2. 複数枚からなる書類を綴じたもの。内容の差し替えを防ぐ事を目的とする。
3. 雑誌・書籍のページを袋状に閉じたもの。その内部が店先で立ち読みできない事を目的とする。

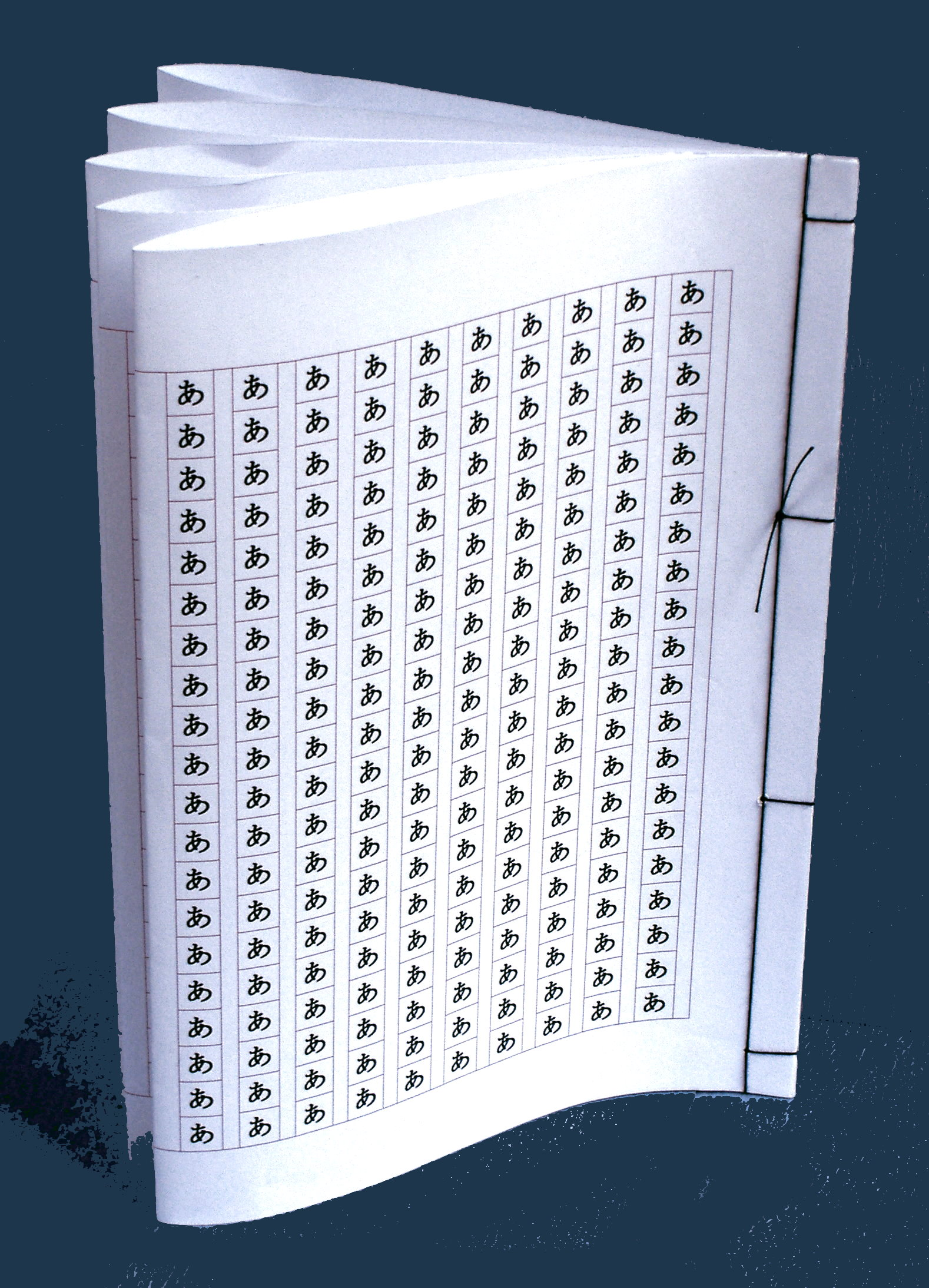
図1 袋綴じの見本

## 和本の袋綴じ
図1が見本である。表面だけに情報を左右振り分けに刷った紙の、情報面が外になるように二つ折りし、それを複数枚重ね、折り目の反対側の端を綴じてある。折り目の内側が袋のようになっているので、袋綴じと言う。図1の例は市販のコピー用紙で固いので、指でめくる側が膨らみ、裏の白紙が覗いている。よく折れば裏側は覗かなくなるが、綴じ代側の反発力によって机などに開いたままで置いておくことが難しく、手を離せば閉じてしまい、使い易くはない。これは、本の複数ページを片面コピーし、二つ折りしてステープラー（ステープル、ホチキス）で留めるときに、日常的に経験する。

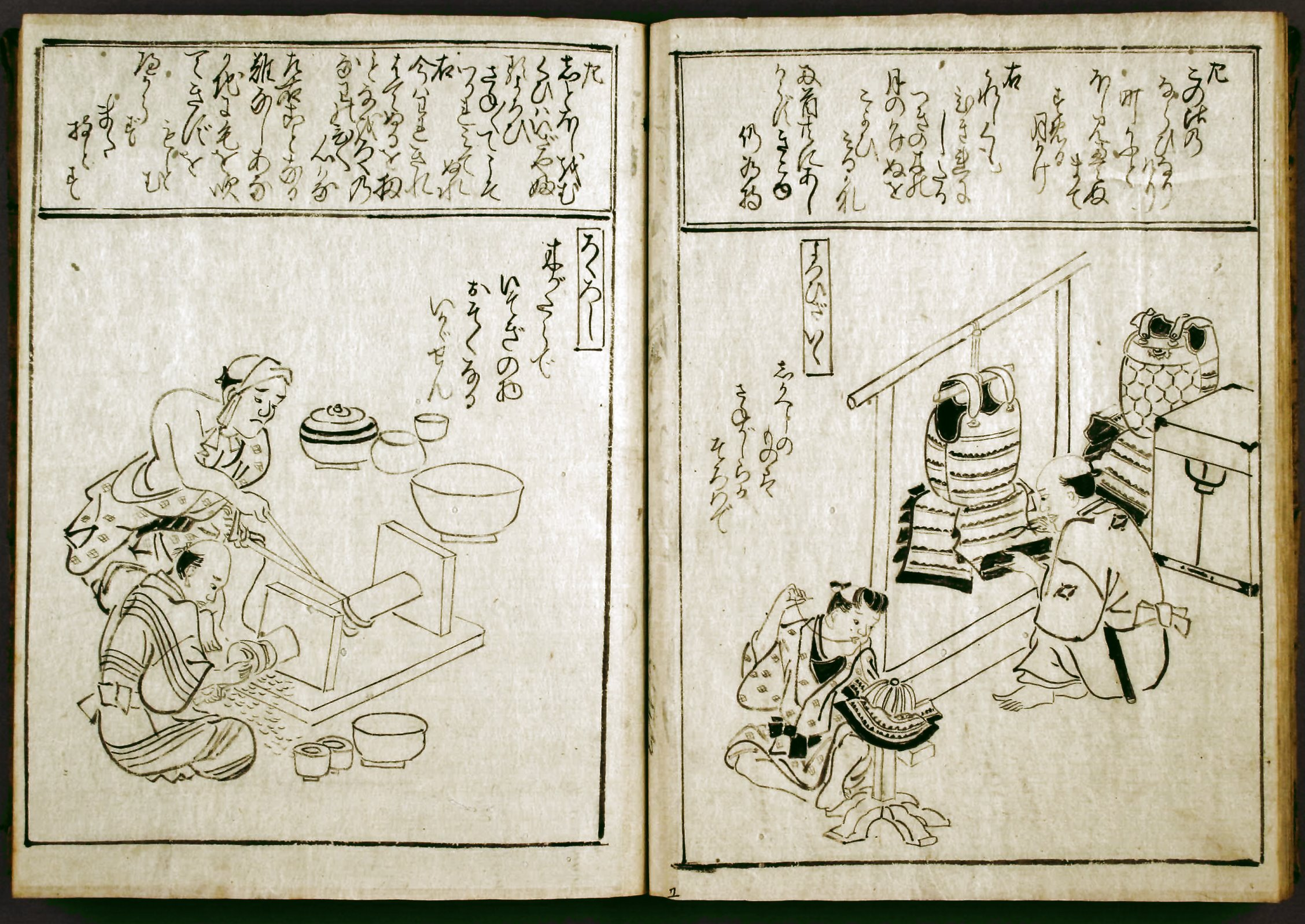
図2 開いた和本

薄くてしなやかな和紙なら、袋綴じでも開いたままに置けることは、図2に見る通りである。この性質を「見開き」が良い悪いと言う。
14世紀まで紙を持てなかったヨーロッパと違い、中国は前漢時代（BC202 - AD8）から紙を作り、それが朝鮮を経て610年（推古18年）、日本に伝わった。経典や法律書などが紙で作られた。その体裁は、例えば、歌舞伎の弁慶が読み上げる勧進帳の巻物など、様々であったが、中国で明代に始まった袋綴じが、日本でも室町時代から行われた。東洋の紙がしなやかで、薄くても丈夫だったから、それができた。逆に、薄いから透けて、両面には刷れなかった。中国では、袋綴じを『綫縫』（せんぼう）と呼んだ。
図1は、糸を通す孔が4つなので、四つ目綴じと呼ぶ。このほかにも、五つ目綴じ、亀甲綴じ、麻の葉綴じなどがある。
江戸時代になって町人にも普及した本は、すべて袋綴じだった。図1のような、言わば中身だけでなく、表紙・見返し・扉・奥付なども、勿論一緒に袋綴じした。

## 書類
複数葉の紙からなる契約書や定款を綴じたものも、慣用的に「袋とじ」と呼ばれる。葉の差し替えによる内容の改竄を防ぎ、結果、有効な書類である事を担保する事を目的とする。和本などにおける袋綴じとは異なり、各葉自体は、一般的には二つ折りではない。
一般的な作り方の例を紹介する。書類自体の他に、もう一枚適切なサイズの紙を用意する。これは普通帯(おび)と呼ばれる。書類とともに、帯をステープラーなどで留める。帯を折り返し、表と裏の両側のステープル留めの部分が隠れるようにし、糊付けする。最後に、帯と書類の間に必要なだけ、関係者が契印（割印は多用される誤用）をする。定款では確定日付も割印する。
たとえば書類がA4とすると、帯は高さをA4と同じにし、幅を5cm強とする。帯を書類の上に置いて左側を揃え、左側をステープラーで留める。帯を、縦に3等分するように折り目をつけ、2回折れば、ステープルは隠れる。

## 立ち読み防止の為の袋とじ
例えば、ポルノ画像のみをセールスポイントにする週刊誌・雑誌類は、店頭で覗かれなくする為に、そのページの小口（指でめくる側）を、さらに天（本の上端）・地（本の下端）までを、裁断しない侭にする、或いは糊付けすることを、『袋とじ』と呼ぶ。
袋とじが切り取られることなどを防ぐために、紐で十字に縛ったりプラスチックフィルムで封じたりもする。

## 参考図書
- 池上幸二郎著・倉田文夫：『本のつくり方－和本・洋本・帙・函－』、主婦と生活社（1979）
- 鈴木敏夫：『江戸の本屋 上』、中公新書（1980）ISBN 9784121005687